# Psylla murrayi
Psylla murrayi är en insektsart som beskrevs av Mathur 1975. Psylla murrayi ingår i släktet Psylla och familjen rundbladloppor. Inga underarter finns listade i Catalogue of Life.